# Вишневский, Владимир Серафимович
Влади́мир Серафи́мович Вишне́вский (9 июля 1935, Москва — 4 января 2016, там же) — советский и российский специалист в области создания, испытаний и производства высокоточного оружия; доктор технических наук, профессор; лауреат Ленинской премии (1982).

## Биография
Во время войны с матерью и братьями эвакуировался к бабушке в Пятигорск, где полгода был под немецкой оккупацией.
В 1959 году окончил Московское высшее техническое училище им. Н. Э. Баумана по специальности инженер-механик. Работал в ОКБ-16 ГКОТ под руководством А. Э. Нудельмана (позднее — КБ точного машиностроения Миноборонпрома СССР), с 1973 — в НИМИ, затем — в НПО «Прибор» Министерства машиностроения, пройдя путь от техника до Главного конструктора вооружения.
С 1992 года занимал должность Генерального конструктора — генерального директора научно-технического комплекса «Автоматизация и механизация технологий» (ЗАО НТК «Аметех»).

## Научная деятельность
Специалист в области создания, испытаний и производства высокоточного оружия (ВТО): противотанкового, танкового, артиллерийского, авиационного и др.; участник государственных испытаний ряда комплексов ВТО; Технический руководитель — Заместитель Председателя Государственных комиссий по проведению Государственных испытаний дальнобойных миномётного и артиллерийского комплексов ВТО.
Действительный член Академии проблем безопасности, обороны и правопорядка РФ, член-корреспондент Российской академии ракетных и артиллерийских наук, доктор технических наук, профессор, воин-интернационалист, участник боевых действий — руководитель спецгруппы, действовавшей в 40 Особой Армии в соответствии с директивой НГШ от 12.12.1988.
Соавтор более 100 изобретений по военной тематике.
Основатель конструкторской школы нового вида высокоточного оружия комплексов корректируемого артиллерийского вооружения на базе предложенной им (а/с с приоритетом от 16 марта 1967 года) концепции импульсной ракетной коррекции снаряда на конечном участке баллистической траектории, так называемой российской концепции импульсной коррекции (международное обозначение RCIC-технология).
Главный конструктор первого комплекса высокоточного оружия на базе RCIC-технологии с лазерным наведением «Смельчак» для 240 мм минометов резерва Главного командования, принятого на вооружение Вооруженных сил Минобороны СССР в 1982 году.
- Председатель Совета главных конструкторов (СГК) по высокоточным комплексам RCIC (с 1998);
- Член секции «Техника и вооружение сухопутных войск» НТС при ФГУП «Рособоронэкспорт» (с 2000);
- Председатель секции «Боеприпасы с искусственным интеллектом (высокоточные управляемые и корректируемые)» КНТС Управления боеприпасов и спецхимии (с 2006);
- Член рабочих групп НТС ВПК при Правительстве Российской Федерации (с 2009);
- Комитета по бюджету и финансовым рынкам СФ ФС РФ (с 2012) и Комитета по обороне ГД ФС РФ (с 2012).
- Участник международного военно-технического сотрудничества (с 1993).

## Награды и признание
- Премия им. С. И. Мосина
- Премия им. Г. К. Жукова в области укрепления обороноспособности Российской Федерации
- медаль «За трудовую доблесть»
- Юбилейная медаль «За доблестный труд. В ознаменование 100-летия со дня рождения Владимира Ильича Ленина»
- Ленинская премия (1982)[1]
- Медаль «В память 850-летия Москвы»
- Медаль «20 лет вывода советских войск из Демократической Республики Афганистан»
- Почётный работник отрасли боеприпасов и спецхимии.